# Джміль-зозуля білозадий
Джміль-зозу́ля білоза́дий (Bombus vestalis Geoffroy, 1785) — джміль-зозуля, який поширений на території більшої частини Європи, а також у Північній Африці та Західній Азії. Це гніздовий паразит, який захоплює гнізда Bombus terrestris.

## Опис

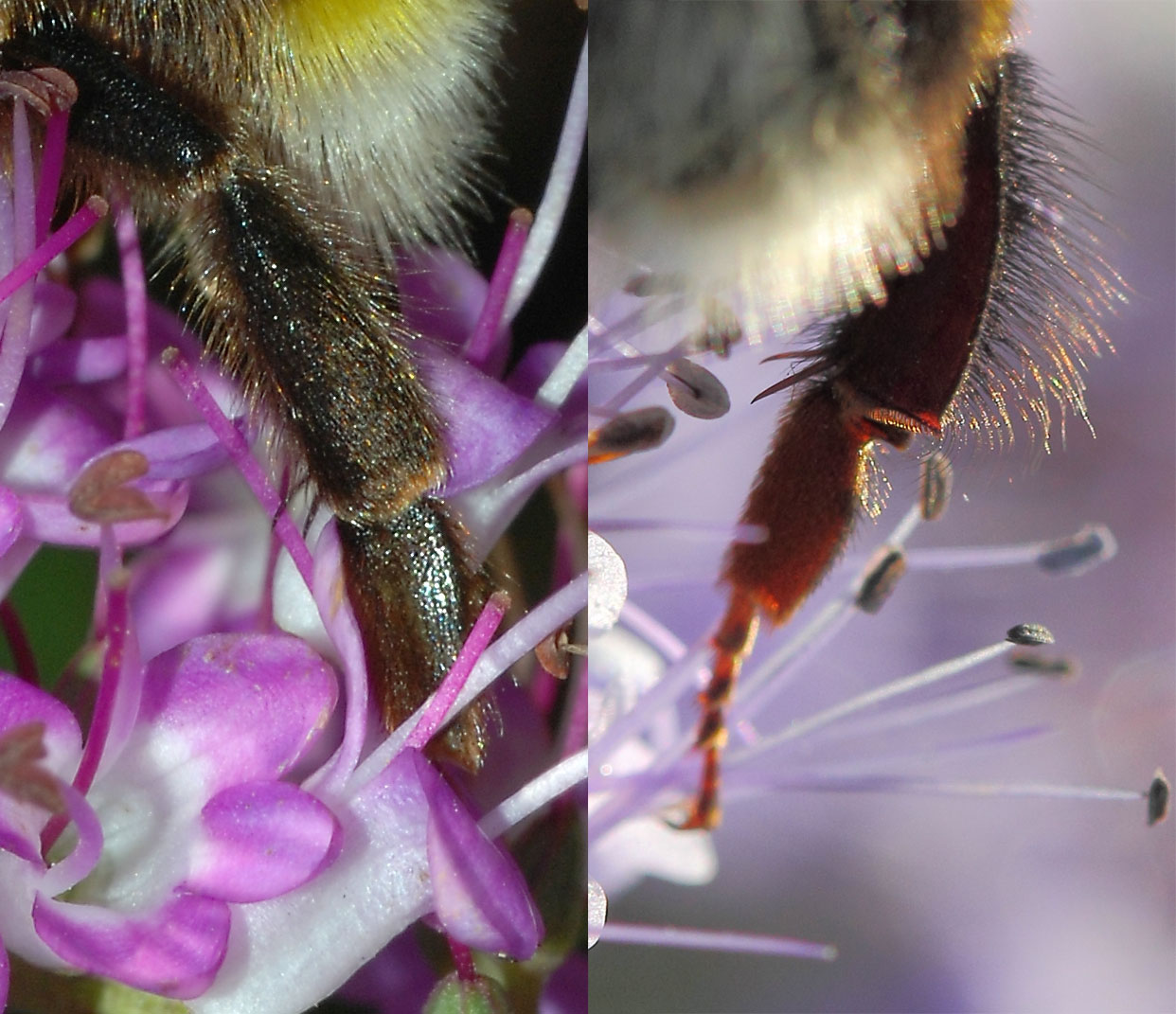
Ноги Bombus vestalis (ліворуч) та Bombus terrestris (праворуч)

Самка — великий джміль довжиною до 21 мм і розмахом крил до 37 мм; самець значно менший (16 мм). Джміль переважно чорний, з помаранчевим перев'язом. Третій тергіт має облямівку з жовтих волосків, а волоски на п’ятому тергіті - переважно білі. Самці схожі на самок, але більш дрібні та з довшими вусиками. 
За зовнішнім виглядом,  він схожий на іншого джмеля-зозулю, Bombus bohemicus, але відрізняється або довжиною члеників вусиків, або розсіченням та порівнянням геніталій. У Bombus vestalis п'ятий сегмент антени буде такої ж довжини, як і третій та четвертий разом.
Ключова характеристика Bombus vestalis — відсутність пилкового кошика на задніх кінцівках . Це еволюційно актуально, оскільки Bombus vestalis не робить власних гнізд і не збирає власні ресурси. Самка Bombus vestalis пристосована до захоплення гнізд інших видів, які вже були зроблені, та використання робочих особин цих колоній для збору пилку.

### Стать
Розплід джмелів-зозуль, успішно вирощений Bombus vestalis, — це переважно самки. Це еволюційно вигідно, оскільки самка є тією статтю, яка захоплює гнізда хазяїв і дозволяє розмножуватися Bombus vestalis. Фактично, багато джмелів-самців, що вилупилися в гнізді, яке захопив Bombus vestalis, є результатом роботи робочих особин хазяїна, які змогли успішно відкладати яйця, попри агресію загарбників. Попри те, що вони проявляють гаплодиплоїдність, де самці гаплоїдні, а самки диплоїдні, морфологічно, самці й самки Bombus vestalis дуже схожі і їх можна класифікувати за мозаїчним гінандроморфізмом. Вони мають схожі структури мандибул та тіла, і цілком ймовірно, що відмінності виникають лише через хромосомні зміни під час розвитку ембріона.

## Таксономія та філогенія
Bombus vestalis — член родини Apidae. Донедавна його ідентифікували як Psithryus vestalis. Потім він був перейменований у Bombus vestalis і віднесений до роду Bombus і підроду Psithyrus. До підроду Psithyrus відноситься різні джмелі-зозулі, які не мають робочої касти та розмножуються захоплюючи колонії хазяїв та використовуючи робочих особин цих колоній для вирощування свого розплоду. Bombus vestalis можна сплутати з Bombus bohemicus, оскільки обидва трапляються в подібних регіонах і є клептопаразитами. Однак Bombus bohemicus має більш інтенсивне забарвлення і є паразитом-генералістом щодо хазяїна.

## Поширення
Ареал джмеля-зозулі білозадого охоплює територію від Північної Африки на півдні до південної Швеції на півночі й від Ірландії на заході до північного Ірану на сході.
Вид поширений по всій території України.

## Екологія
Bombus vestalis — джміль-зозуля; він не будує жодного власного гнізда, але захоплює гніздо Bombus terrestris, вбиває самку-засновницю хазяїна та змушує робочих особин хазяїна вирощувати свій розплід. Самці джмелів-зозуль часто збираються в садах у передмістях.
Самка з’являється рано навесні; самці з’являються пізніше, в кінці травня — на початку червня. Живиться ця комаха на квітучих рослинах, таких як конюшина (самці особливо часто відвідують білу конюшину), мишачий горошок, волошку та ін. Навесні нові самки-засновниці часто літають до таких квітучих рослин, як глуха кропива, верба, терен, кульбаба.

## Життєвий цикл
Життєвий цикл Bombus vestalis залежить від його хазяїна B. terrestris, який починає ріст своєї колонії ранньою весною, повільно будуючи гніздо. Самка Bombus vestalis перебуває в діапаузі до квітня, до того часу, поки хазяїн виростить перше покоління робочих особин. У цей момент гніздо є ідеального розміру для того, щоб самка B. vestalis його захопила. Захоплюючи гніздо, клептопаразити відстоюють своє домінування серед робочих особин протягом перших кількох днів, не вбиваючи самку-засновницю. Потрібно майже місяць, щоб B. vestalis повністю захопив гніздо і вивів свій розплід.

## Поведінка

### Парувальна поведінка
Виявлено, що самців Bombus vestalis приваблюють квіткові запахи, особливо полярні сполуки квітів комашника, які імітують статеві феромони незайманих самок. Коротко кажучи, нюхові сигнали відіграють важливу роль для приваблення самців, для незайманих самок Bombus vestalis, та їх сексуально обманливої імітації орхідей, Ophrys chestermanii та Ophrys normanii. За цієї орхідейної імітації, самці приваблюються нюховими сигналами, що призводить до того, що самець намагається спаровуватися з орхідеєю, під час якої запилюється квітка.

### Паразитування на одному хазяїні
Підрід Psithyrus об'єднує два типи паразитичних джмелів; один тип джмелів є неспецифічним щодо хазяїна, а інший (наприклад, Bombus vestalis) специфічним. Ці дві різні форми поведінки, імовірно, розвинулися через хімічну різницю в феромонах. Соціальні паразитичні бджоли ідентифікують своїх хазяїв за феромонними слідами, які залишають хазяї, коли вони збирають пилок. Рухаючись за цими природними слідами, паразитична бджола може знайти вхід у вулик (гніздо) бажаного хазяїна. Експерименти показують, що Bombus vestalis приваблює специфічна комбінація як неполярних, так і полярних феромонів — поєднання, характерне для Bombus terrestris. Хоча на останньому можуть паразитувати інші види паразитичних бджіл, Bombus vestalis не захоплює гнізда жодного іншого виду. Bombus vestalis також може розрізняти запахи робочих особин хазяїна різного віку, тим самим визначивши, яких робочих особин атакувати під час захоплення гнізда.

#### Визначення розміру колонії
Успіх Bombus vestalis залежить від розміру гнізда, на яке він нападає. Як тільки самка входить до колонії, вона досліджується робочими особами й часто стикається з нападами на неї. Більші колонії матимуть більше робочих осіб, здатних захищати гніздо. Таким чином, самка Bombus vestalis має врахувати ціну паразитування на гнізді, якщо колонія дуже велика. Однак В. vestalis не може захопити занадто маленьке гніздо. Під час вторгнення в невелике гніздо, хоча й успішного, загине занадто багато робочих особин хазяїна, і буде нестача робочих особин, які мають обслуговувати самку Bombus vestalis і її яйця. Перед тим, як вдертися у колонію, самці необхідно оцінити розмір гнізда за частотою та розміром робочих особин, які входять та виходять з гнізда.

#### Визначення віку колонії
В експериментах з Bombus vestalis та його хазяїном Bombus terrestris було помічено цікаве явище. Будь-які робочі особини хазяїна, народжені після вторгнення самки B. vestalis, були неушкоджені, попри захоплення самки-засновниці Bombus terrestris. Аналогічно, новонароджені Bombus terrestris під час вторгнення не зазнавали нападу. Самка B. vestalis буде націлена лише на старших робочих особин, які є загрозою для неї та її яєць. Вона здатна виявити цих робочих особин за їх феромонами. Чим старша робоча особина B. terrestris, тим більше феромонів вона виділяє. Оскільки Bombus vestalis дуже чутливий до цих запахів, він знає, яких робочих особин потрібно вбити, щоб розплід яєць був безпечним і належав тільки їй. Решта молодших Bombus terrestris і тих, хто народився незабаром після захоплення самки-засновниці, доступні для обслуговування нового гнізда Bombus vestalis.

### Нападання
Багато бджіл-паразитів використовують мімікрію, щоб проникнути в гнізда своїх хазяїнів. Вони імітують запах хазяїна і часто кооперують з видом хазяїна під час вирощування яєць. Це частіше зустрічається у великих колоніях. Bombus vestalis унікальний тим, що має нападальну поведінку. В малій колонії, яку потрібно захопити, самка B. vestalis може індивідуально вбивати робочих особин у гнізді В. terrestris. Коли справа доходить до самки-засновниці, вона може просто відштовхнути її від гнізда. Така поведінка еволюційно можлива через те, що гнізда Bombus terrestris не надто великі й через те, що Bombus vestalis вторгується на початку сезону. Це тоді пригнічує розвиток яєчників робочих особин, які залишилися.